# Самарка (Карагандинская область)
Самарка (каз. Самарка) — село в Абайском районе Карагандинской области Казахстана. Административный центр Самарского сельского округа. Находится примерно в 60 км к западу-северо-западу (WNW) от города Абай, административного центра района, на высоте 435 метров над уровнем моря. Код КАТО — 353281100.

## Население
В 1999 году численность населения села составляла 1056 человек (500 мужчин и 556 женщин). По данным переписи 2009 года, в селе проживало 968 человек (471 мужчина и 497 женщин).

## История
Основано в 1904 г.
В Самарке в 1940—1950-е годы находилось Самарское отделение Карлага. В нём умирал от пеллагры всемирно известный учёный Н. В. Тимофеев-Ресовский, но был спасён для работы по советскому атомному проекту.
В Самарском отделении на участке Бородиновка тайно писал прозу заключённый писатель Аркадий Белинков. За это 28 августа 1951 года он был снова арестован в Самарском лагере и осуждён Военным трибуналом войск МВД Казахской ССР по статьям 58-8 (терроризм) и 58-10 (антисоветская агитация) ещё на 25 лет.
На кладбище Самарки похоронен скончавшийся в Карлаге 23 сентября 1938 года после многодневных избиений уголовниками Епископ Уар, причисленный к сонму новомучеников и исповедников Русской православной церкви в августе 2000 года.